# Syzygium gageanum
Syzygium gageanum är en myrtenväxtart som först beskrevs av George King, och fick sitt nu gällande namn av Ian Mark Turner. Syzygium gageanum ingår i släktet Syzygium och familjen myrtenväxter. IUCN kategoriserar arten globalt som akut hotad. Inga underarter finns listade i Catalogue of Life.